# Lokomotiva Brno (szachy)
Lokomotiva Brno – czeski klub szachowy z siedzibą w Brnie, dwukrotny mistrz Czechosłowacji, mistrz Czech z 1995 roku.

## Historia
W 1945 roku przy ŽSK Brno powstała sekcja szachowa. W 1947 roku klub zdobył wicemistrzostwo Czechosłowacji. W 1952 roku klub otrzymał nazwę Lokomotiva. W tym samym roku sekcja szachowa połączyła się z ZK ROH Juranovy závody, prowadząc od tamtej pory działalność jako TJ Lokomotiva Brno. W latach 1958–1959 szachiści klubu zdobyli mistrzostwo Czechosłowacji. W dwóch kolejnych sezonach uzyskano wicemistrzostwo kraju, podobnie w 1964 roku. W latach 1965 i 1967 klub zajął trzecie miejsce w lidze. W 1974 roku Lokomotiva spadła z najwyższej ligi czechosłowackiej.
Po rozpadzie Czechosłowacji klub awansował do Extraligi w 1994 roku. W tym samym roku połączył się z ŠK Sokol Rajhrad. W sezonie 1994/1995 Lokomotiva zdobyła mistrzostwo kraju. Zawodnikami klubu byli wówczas m.in. Aleksiej Driejew, Władimir Jepiszyn, Karel Mokrý, Vlastimil Babula, Josef Augustin i Ladislav Salai. Po zakończeniu sezonu z uwagi na znaczącą redukcję wsparcia sponsorskiego klub wycofał się z Extraligi. W 2004 roku klub powrócił do najwyższej ligi czeskiej, po czym połączył się z Hagemannem Opawa. Zespół w sezonie 2004/2005 występował jako Lokomotiva-Slezan, zajmując wówczas trzecie miejsce w lidze. Rok później klub powrócił do nazwy Lokomotiva. Klub w sezonie 2005/2006 zdobył wicemistrzostwo kraju. Rok później zespół spadł z Extraligi. W 2007 roku klub połączył się z ŠK První brněnská. W 2016 roku zespół powrócił na jeden sezon do najwyższej ligi czeskiej. W sezonie 2017/2018 Lokomotiva spadła do 2. Ligi (trzeci poziom).

## Arcymistrzostwie w historii klubu
- Pavel Blatný[11]
- Aleksiej Driejew[4]
- Petr Hába[12]
- Zbyněk Hráček[11]
- Władimir Jepiszyn[4]
- Radek Kalod[11]
- Tomáš Likavský[13]
- Bartłomiej Macieja[11]
- Karel Mokrý[4]
- Tomáš Oral[11]
- Tomáš Polák[11]
- Bartosz Soćko[11]